# Patinatge de velocitat als Jocs Olímpics d'hivern de 1932 - 1.000 metres femenins
Als Jocs Olímpics d'Hivern de 1932 celebrats a la ciutat de Lake Placid (Estats Units d'Amèrica) es realitzà una prova de patinatge de velocitat sobre gel en una distància de 1.000 metres en categoria femenina. Aquesta prova formà part del programa de patinatge de velocitat als Jocs Olímpics d'hivern de 1932 com a esport de demostració.
La prova es disputà el dia 9 de febrer de 1932 a l'Estadi Olímpic de Lake Placid.

## Comitès participants
Hi participaren un total de 10 patinadores de 2 comitès nacionals diferents.
- Canadà (5)
- Estats Units (5)

## Resum de medalles
| Or               | Argent           | Bronze         |
| Elizabeth Dubois | Hattie Donaldson | Dorothy Franey |

## Resultats

### Primera ronda
Ronda 1
| Posició | Nom                 | Temps  | Qual. |
| ------- | ------------------- | ------ | ----- |
| 1       | Lela Brooks-Potter  | 2:01.2 | Q     |
| 2       | Geraldine Mackie    |        | Q     |
| 3       | Hattie Donaldson    |        | Q     |
| 4       | Helen Bina          |        |       |
| –       | Elsie Muller-McLave | NF     |       |

Ronda 2
| Posició | Nom              | Temps  | Qual. |
| ------- | ---------------- | ------ | ----- |
| 1       | Jean Wilson      | 2:06.0 | Q     |
| 2       | Elizabeth Dubois |        | Q     |
| 3       | Dorothy Franey   |        | Q     |
| –       | Florence Hurd    | NF     |       |
| –       | Kit Klein        | NF     |       |

### Final
| Posició | Nom                | Temps  |
| ------- | ------------------ | ------ |
| 1       | Elizabeth Dubois   | 2:04.0 |
| 2       | Hattie Donaldson   |        |
| 3       | Dorothy Franey     |        |
| 4       | Lela Brooks-Potter |        |
| 5       | Geraldine Mackie   |        |
| 6       | Jean Wilson        |        |